# Aeródromo Lolco
El Aeródromo Lolco (OACI: SCCU) es un terminal aéreo ubicado 20 kilómetros al este de Lolco, comuna de Lonquimay, Provincia de Malleco, Región de la Araucanía, Chile. Es de propiedad privada.